# Maria Elisabeth van Valois

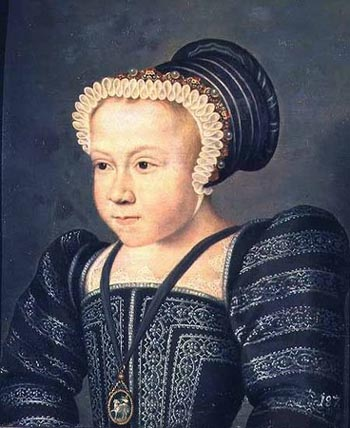
Maria-Elisabeth van Frankrijk

Maria Elisabeth van Frankrijk (Parijs, 27 oktober 1572 – aldaar, 2 april 1578, ook wel Maria Isabella genoemd), was de enige dochter uit het huwelijk van de Franse koning Karel IX en Elisabeth van Oostenrijk. 
Zij werd gedoopt op 2 februari 1573, haar doopmeter was de koningin Elizabeth I van Engeland, die zich op de doopplechtigheid liet vertegenwoordigen door de graaf van Worcester. 
Toen haar vader in 1574 overleed, en haar moeder Elisabeth kort nadien besloot naar Oostenrijk terug te keren, bleef de kleine prinses achter tot ze in 1578, op 5-jarige leeftijd, aan een onbekende kinderziekte zou overlijden, zonder haar moeder ooit nog terug te zien.